# La bella e la bestia (film 1934)
La bella e la bestia (Beauty and the Beast) è un film del 1934 diretto da Friz Freleng.
Si tratta di un cortometraggio d'animazione della serie Merrie Melodies uscito il 14 aprile 1934, prodotto dalla Leon Schlesinger Productions e distribuito dalla Warner Bros. Pictures.